# Johann Gottlieb Plersch

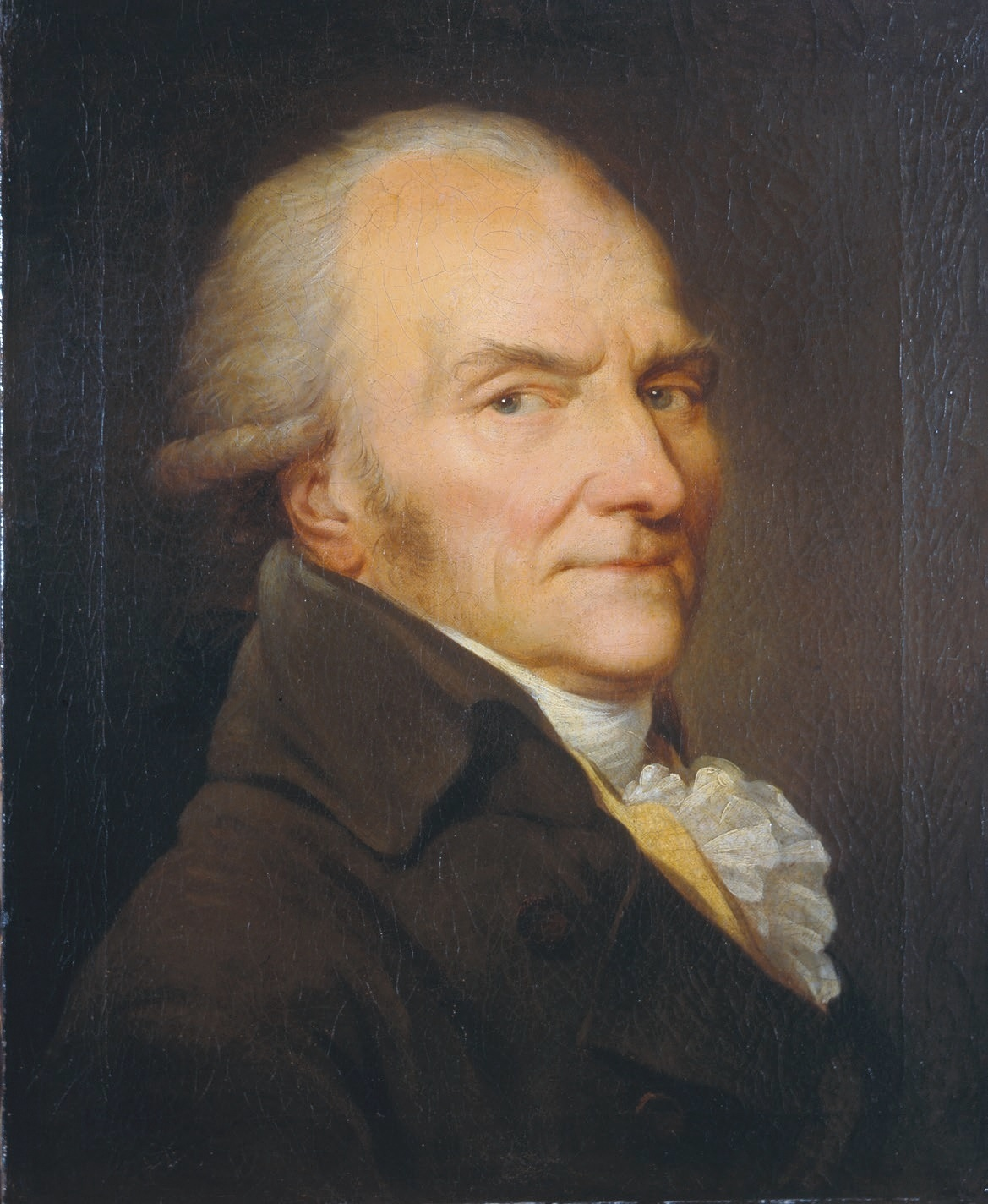
Selbstbildnis

Johann Gottlieb Plersch (polnisch Jan Bogumił Plersch; * 1732 in Warschau; † 23. August 1817 ebenda) war ein polnischer Maler des Klassizismus deutsch-schweizerischer Abstammung. Er war Sohn des aus Sachsen stammenden Bildhauers Johann Georg Plersch und von Marianne Magdalene Fontana, der Tochter des aus dem Tessin stammenden Barockarchitekten Giacomo Giuseppe Fontana. Johann Gottlieb Plersch war Hofmaler des letzten polnisch-litauischen Königs Stanislaus II. August Poniatowski. Er schuf insbesondere Fresken im Stil des Klassizismus.

## Werke
- Fresken im Schloss Ujazdowski, 1765
- Fresken im Warschauer Königsschloss, 1765, 1771, 1777, 1784
- Fresken in den Palais des Łazienki-Parks, unter anderem im Palais auf dem Wasser, im Weißen Haus und der Alten Orangerie.
- Fresken im Jordanowice Palais in Grodzisk Mazowiecki, 1782
- Fresken im Palais in Wyszków
- Schlachtengemälde des Kościuszko-Aufstands
- Fresken im Warschauer Nationaltheater, 1806–1809
- Fresken im Hoftheater im Łazienki-Park, 1806–1809